# Caryomyia striolata
Caryomyia striolata är en tvåvingeart som beskrevs av Gagne 2008. Caryomyia striolata ingår i släktet Caryomyia och familjen gallmyggor. Inga underarter finns listade i Catalogue of Life.